# حامد الغامدي
حامد الغامدي (8 فبراير 1960)، إعلامي سعودي، من مواليد مدينة الباحة، اشتهر عن طريق برنامجه الشهير سباق المشاهدين على قناة السعودية.

## تعليمه
حصل على شهادة البكالوريوس في اللغة العربية من جامعة الإمام محمد بن سعود الإسلامية، وحصل على شهادة الماجستير في سياسة الإدارة الإعلامية من جامعة جنوب كاليفورنيا في الولايات المتحدة.

## أعماله
عمل مذيع أخبار ومعد ومقدم برامج في قناة السعودية، كما عمل أيضًا مع قناة إم بي سي 1، وقام بإعداد وتقديم برامج منوعات ومسابقات ومنها:
- سباق المشاهدين.
- مسرح المسابقات.
- سباق مع الساعة.
- مجلة التلفزيون.
- ما يطلبه المشاهدون.
- اخترنا لكم.
- مشوار الثلاثاء.
- شريط الفنون.

## سباق المشاهدين
من أبرز البرامج الذي تولى تقديمها وهو برنامج المسابقات الجماهيري سباق المشاهدين انطلق في عام 1998 واستمر حتى عام 2004 ثم توقف لعدة سنوات، وعاد مجددًا بقرار من وزير الثقافة والإعلام عبد العزيز خوجة عام 2009 وعام 2010 من خلال قناة السعودية وفي عام 2011 عرض من خلال القناة الرياضية السعودية.

## جوائز
- حصل على المركز الأول في دورة تخصصية في اللغة العربية والإلقاء من معهد الإذاعة والتلفزيون في مصر.
- حصل على المركز الأول وشهادة التميز في دورة خاصة في المقابلات التلفزيونية من المركز العربي للتدريب الإذاعي والتلفزيوني في دمشق.
- حصل على المركز الأول كأفضل مذيع في عدد من الاستفتاءات الصحفية في السعودية ودول الخليج العربي.
- كرم في افتتاح الدورة الـ22 من المهرجان العربي للإذاعة والتلفزيون 2022 ضمن رواد صناعة الإعلام والسينما.[3]